# Saison 2011 des White Sox de Chicago
La Saison 2011 des White Sox de Chicago est la 111e saison en Ligue majeure pour cette franchise.
Malgré leurs espoirs de remporter le titre de la division Centrale, les White Sox connaissent une décevante année et se classent troisièmes dans leur section avec 79 victoires et 83 défaites, ce qui mène au départ du manager Ozzie Guillén.

## Intersaison

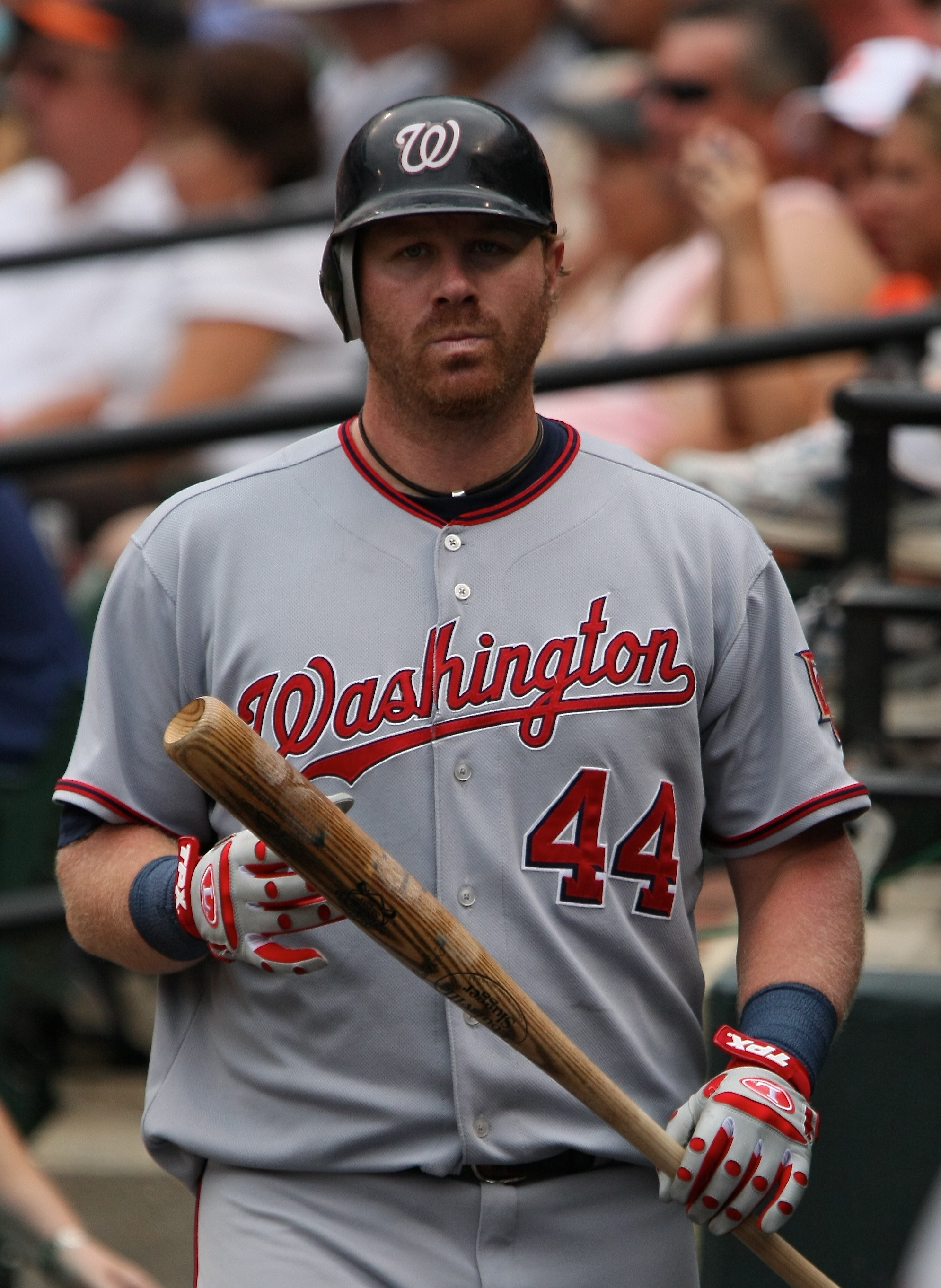
Adam Dunn rejoint les Sox.

### Arrivées
Le joueur de position polyvalent Adam Dunn (ex-Nationals de Washington) signe un contrat de 56 millions de dollars pour quatre ans avec les White Sox le 2 décembre 2010.
Le 20 décembre, le lanceur de relève droitier Jesse Crain (Ex-Twins du Minnesota) signe un contrat de trois ans pour 13 millions de dollars avec les White Sox. Toujours du côté des releveurs, Chicago recrute Philip Humber (ex-Athletics d'Oakland) via un ballottage le 18 janvier 2011.

### Départs
Le 3 décembre 2010, les White Sox échangent le lanceur de relève droitier Scott Linebrink aux Braves d'Atlanta en retour du lanceur des ligues mineures, Kyle Cofield.
Les lanceurs de relève droitiers J. J. Putz et Bobby Jenks quittent également Chicago. Putz rejoint les Diamondbacks de l'Arizona le 7 décembre où on lui promet une place de stoppeur. Jenks s'engage avec les Red Sox de Boston le 16 décembre.

### Prolongations de contrats
Le receveur A.J. Pierzynski prolonge son contrat de deux saisons pour huit millions de dollars. L'accord est trouvé le 2 décembre. Six jours plus tard, le joueur de premier but Paul Konerko signe pour trois saisons supplémentaires à Chicago pour 37,5 millions de dollars.

### Cactus League
33 rencontres de préparation sont programmées du 28 février au 30 mars à l'occasion de cet entraînement de printemps 2011 des White Sox.
Avec 11 victoires et 20 défaites, les White Sox terminent quatorzièmes de la Cactus League et enregistrent la quatorzième performance des clubs de la Ligue américaine.

## Saison régulière

### Classement
| Ligue américaine (Division Centrale) | V  | D  | %    | GB |
| ------------------------------------ | -- | -- | ---- | -- |
| Tigers de Détroit                    | 95 | 67 | .586 | -  |
| Indians de Cleveland                 | 80 | 82 | .494 | 15 |
| White Sox de Chicago                 | 79 | 83 | .488 | 16 |
| Royals de Kansas City                | 71 | 91 | .438 | 24 |
| Twins du Minnesota                   | 63 | 99 | .389 | 32 |

### Résultats
| Légende                | Légende               | Légende       |
| victoire des White Sox | défaite des White Sox | match reporté |
| ---------------------- | --------------------- | ------------- |

#### Mai
| #  | Date    | Adversaire  | Score | Victoire      | Défaite       | Sauvetage  | Affluence | Bilan |
| -- | ------- | ----------- | ----- | ------------- | ------------- | ---------- | --------- | ----- |
| 29 | 1er mai | Orioles     | 6 - 4 | Britton (5-1) | Floyd (3-2)   | Gregg (5)  | 22 029    | 10-19 |
| 30 | 2 mai   | Orioles     | 2 - 6 | Buehrle (2-3) | Guthrie (1-4) | Santos (3) | 18 007    | 11-19 |
| 31 | 3 mai   | Twins       |       |               |               |            |           |       |
| 32 | 4 mai   | Twins       |       |               |               |            |           |       |
| 33 | 6 mai   | @ Mariners  |       |               |               |            |           |       |
| 34 | 7 mai   | @ Mariners  |       |               |               |            |           |       |
| 35 | 8 mai   | @ Mariners  |       |               |               |            |           |       |
| 36 | 9 mai   | @ Angels    |       |               |               |            |           |       |
| 37 | 10 mai  | @ Angels    |       |               |               |            |           |       |
| 38 | 11 mai  | @ Angels    |       |               |               |            |           |       |
| 39 | 13 mai  | @ Athletics |       |               |               |            |           |       |
| 40 | 14 mai  | @ Athletics |       |               |               |            |           |       |
| 41 | 15 mai  | @ Athletics |       |               |               |            |           |       |
| 42 | 16 mai  | Rangers     |       |               |               |            |           |       |
| 43 | 17 mai  | Rangers     |       |               |               |            |           |       |
| 44 | 18 mai  | Indians     |       |               |               |            |           |       |
| 45 | 19 mai  | Indians     |       |               |               |            |           |       |
| 46 | 20 mai  | Dodgers     |       |               |               |            |           |       |
| 47 | 21 mai  | Dodgers     |       |               |               |            |           |       |
| 48 | 22 mai  | Dodgers     |       |               |               |            |           |       |
| 49 | 23 mai  | @ Rangers   |       |               |               |            |           |       |
| 50 | 24 mai  | @ Rangers   |       |               |               |            |           |       |
| 51 | 25 mai  | @ Rangers   |       |               |               |            |           |       |
| 52 | 26 mai  | @ Blue Jays |       |               |               |            |           |       |
| 53 | 27 mai  | @ Blue Jays |       |               |               |            |           |       |
| 54 | 28 mai  | @ Blue Jays |       |               |               |            |           |       |
| 55 | 29 mai  | @ Blue Jays |       |               |               |            |           |       |
| 56 | 30 mai  | @ Red Sox   |       |               |               |            |           |       |
| 57 | 31 mai  | @ Red Sox   |       |               |               |            |           |       |

## Draft
La Draft MLB 2011 se tient du 6 au 8 juin 2011 à Secaucus (New Jersey). Les White Sox ont perdu leur choix au premier tour en recrutant Adam Dunn.

## Affiliations en ligues mineures
| Niveau            | Equipe                  | Ligue                   | Manager         | Vic. | Déf. | Classement |
| ----------------- | ----------------------- | ----------------------- | --------------- | ---- | ---- | ---------- |
| AAA               | Charlotte Knights       | International League    | Joe McEwing     |      |      |            |
| AA                | Birmingham Barons       | Southern League         | Ever Magallanes |      |      |            |
| A-Advanced        | Winston-Salem Dash      | Carolina League         | Julio Vinas     |      |      |            |
| A                 | Kannapolis Intimidators | South Atlantic League   | Ernie Young     |      |      |            |
| Ligue des recrues | Bristol White Sox       | Appalachian League      | Pete Rose, Jr.  |      |      |            |
| Ligue des recrues | Great Falls Voyagers    | Pioneer League          | Ryan Newman     |      |      |            |
| Ligue des recrues | DSL White Sox           | Dominican Summer League |                 |      |      |            |